# Alfabeto manchú
El alfabeto manchú (autónimo: ᠮᠠᠨᠵᡠ ᡥᡝᡵᡤᡝᠨ manju hergen) se utilizó para registrar el idioma manchú ahora casi extinto; una escritura similar se utiliza hoy en día por el pueblo Xibe, que hablan una lengua de forma variable considerada ya sea como un dialecto del Manchú o una, mutuamente inteligibles, lengua estrechamente relacionada. Está escrito verticalmente de arriba abajo, con columnas procedentes de izquierda a derecha.

## Ejemplos de la escritura manchú

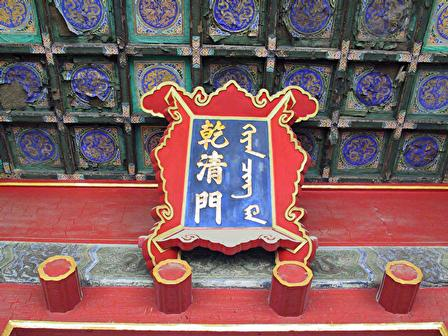
Escritura bilingüe en chino (izquierda) y en manchú (derecha), ubicada en la Ciudad Prohibida
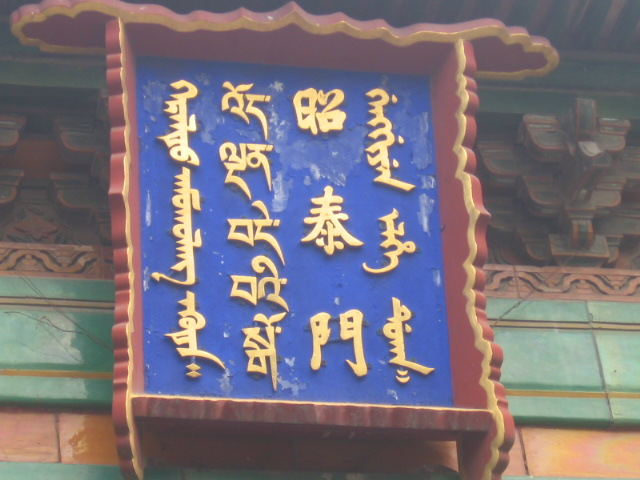
Escritura mongol, tibetana, china y manchú (extremo derecho), en el Templo Yonghe en Pekín
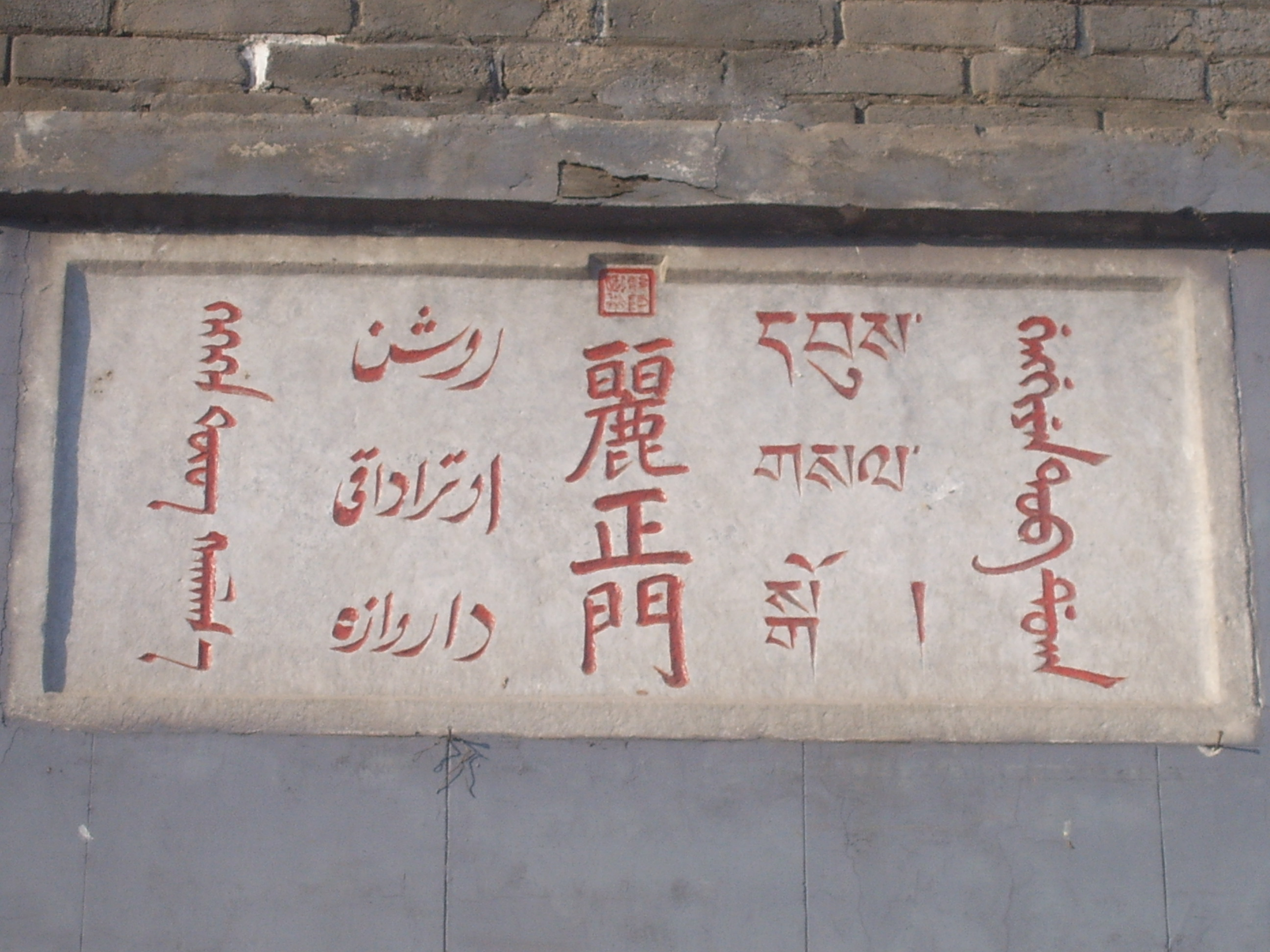
Escritura manchú (extremo derecho) en la Residencia de Montaña de Chengde

## Alfabeto
| Caracteres    | Caracteres | Caracteres | Caracteres |         | Transliteración                       | Unicode | Notas |
| Forma aislada | Inicial    | Media      | Final      |         | Transliteración                       | Unicode | Notas |
| Vocales       | Vocales    | Vocales    | Vocales    | Vocales | Vocales                               | Vocales | Vocales |
| ------------- | ---------- | ---------- | ---------- | ------- | ------------------------------------- | ------- | --- |
| ᠠ             | ᠠ᠊         | ᠊ᠠ᠊        | ᠊ᠠ         |         | a [a]                                 | 1820    | |
| ᠠ             | ᠠ᠊         | ᠊ᠠ᠊        | ᠊ᠠ᠋         |         | a [a]                                 | 1820    | |
| ᡝ             | ᡝ᠊         | ᠊ᡝ᠊        | ᠊ᡝ         |         | e [ə]                                 | 185D    | La segunda forma final es usada después de k, g, h ([qʰ], [q], [χ]). |
| ᡝ             | ᡝ᠊         | ᠊ᡝ᠊        | ‍ᡝ᠋           |         | e [ə]                                 | 185D    | La segunda forma final es usada después de k, g, h ([qʰ], [q], [χ]). |
| ᡳ             | ᡳ᠊         | ᠊ᡳ᠊        | ᠊ᡳ         |         | i [i]                                 | 1873    | |
| ᡳ             | ᡳ᠊         | ᠊ᡳ᠋᠊        | ᠊ᡳ᠋         |         | i [i]                                 | 1873    | |
| ᠣ             | ᠣ᠊         | ᠊ᠣ᠊        | ᠊ᠣ         |         | o [ɔ]                                 | 1823    | |
| ᠣ             | ᠣ᠊         | ᠊ᠣ᠊        | ᠊ᠣ᠋         |         | o [ɔ]                                 | 1823    | |
| ᡠ             | ᡠ᠊         | ᠊ᡠ᠊        | ᠊ᡠ         |         | u [u]                                 | 1860    | |
| ᡠ             | ᡠ᠊         | ᠊ᡠ᠊        | ??         |         | u [u]                                 | 1860    | |
| ᡡ             | ᡡ᠊         | ᠊ᡡ᠊        | ᠊ᡡ         |         | ū/uu/v [ʊ]                            | 1861    | |
|               |            | ᠊ᡟ᠊        | ᠊ᡟ         |         | y/y/i' [ɨ]                            | 185F    | Usado en préstamos chinos |
| ᡳᠣᡳ           | ᡳᠣᡳ᠊       | ᠊ᡳᠣᡳ᠊      | ᠊ᡳᠣᡳ       |         | ioi [y]                               |         | Usado en préstamos chinos. |
| Consonantes   |            |            |            |         |                                       |         | |
|               | ᠨ᠊         | ᠊ᠨ᠋᠊        | ᠊ᠨ ᠊ᠨ᠋      |         | n [n]                                 | 1828    | La primera forma medial se usa antes de las consonantes; segundo se usa antes de las vocales                                                                                             |
| ᠊ᠨ᠊           | ᠨ᠊         |            | ᠊ᠨ ᠊ᠨ᠋      |         | n [n]                                 | 1828    | La primera forma medial se usa antes de las consonantes; segundo se usa antes de las vocales                                                                                             |
|               |            | ᠊ᠩ᠊        | ᠊ᠩ         |         | ng [ŋ]                                | 1829    | Esta forma se usa antes de las consonantes. |
|               | ᡴ᠊         | ᠊ᡴ᠊        | ᠊ᡴ         |         | k [qʰ]                                | 1874    | La primera forma del medio se usa antes de a o ū; segundo se usa antes de consonantes |
| ᠊ᡴ᠋᠊           | ᡴ᠊         |            | ᠊ᡴ         |         | k [qʰ]                                | 1874    | La primera forma del medio se usa antes de a o ū; segundo se usa antes de consonantes |
| ()            | ᠊ᡴ᠌᠊        | ᠊ᡴ᠋         |            | k [kʰ]  | Esta forma se usa antes de e, i, u.   | 1874    | |
|               | ᡤ᠊         | ᠊ᡤ᠊        |            |         | g [q]                                 | 1864    | Esta forma se usa después a, o, ū. |
|               |            |            |            | g [k]   | Esta forma se usa después de e, i, u. | 1864    | |
|               | ᡥ᠊         | ᠊ᡥ᠊        |            |         | h [χ]                                 | 1865    | Esta forma se usa después de a, o, ū. |
|               |            |            |            | h [x]   | Esta forma se usa después de e, i, u. | 1865    | |
|               | ᠪ᠊         | ᠊ᠪ᠊        | ᠊ᠪ         |         | b [p]                                 | 182A    | |
|               | ᡦ᠊         | ᠊ᡦ᠊        |            |         | p [pʰ]                                | 1866    | |
|               | ᠰ᠊         | ᠊ᠰ᠊        | ᠊ᠰ         |         | s [s], [ɕ] antes de [i]               | 1830    | |
|               | ᡧ᠊         | ᠊ᡧ᠊        |            |         | š [ʃ], [ɕ] antes de [i]               | 1867    | |
|               | ᡨ᠋᠊         | ᠊ᡨ᠋᠊        |            |         | t [tʰ]                                | 1868    | Las primeras formas inicial y media se utilizan antes de a, o, i; la segunda forma del medio se usa antes de las consonantes; Las terceras formas del medio se utilizan antes de e, u, ū |
|               | ᠊ᡨ᠌᠊        | ᠊ᡨ         |            |         | t [tʰ]                                | 1868    | Las primeras formas inicial y media se utilizan antes de a, o, i; la segunda forma del medio se usa antes de las consonantes; Las terceras formas del medio se utilizan antes de e, u, ū |
| ᡨ᠌᠊            | ᠊ᡨ᠍᠊        |            |            |         | t [tʰ]                                | 1868    | Las primeras formas inicial y media se utilizan antes de a, o, i; la segunda forma del medio se usa antes de las consonantes; Las terceras formas del medio se utilizan antes de e, u, ū |
|               | ᡩ᠊         | ᠊ᡩ᠊        |            |         | d [t]                                 | 1869    | Las primeras formas inicial y media se utilizan antes de a, o, i; La segunda forma inicial y media se usa antes de e, u, ū                                                               |
| ᡩ᠋᠊            | ᠊ᡩ᠋᠊        |            |            |         | d [t]                                 | 1869    | Las primeras formas inicial y media se utilizan antes de a, o, i; La segunda forma inicial y media se usa antes de e, u, ū                                                               |
|               | ᠯ᠊         | ᠊ᠯ᠊        | ᠊ᠯ         |         | l [l]                                 | 182F    | Las formas inicial y final suelen existir en palabras extranjeras. |
|               | ᠮ᠊         | ᠊ᠮ᠊        | ᠊ᠮ         |         | m [m]                                 | 182E    | |
|               | ᠴ᠊         | ᠊ᠴ᠊        |            |         | c/ch/č/q [t͡ʃʰ], [t͡ɕʰ] antes de [i]    | 1834    | |
|               | ᠵ᠊         | ᠊ᠵ᠊        |            |         | j/zh/ž [t͡ʃ], [t͡ɕ] antes de [i]        | 1835    | |
|               | ᠶ᠊         | ᠊ᠶ᠊        |            |         | y [j]                                 | 1836    | |
|               | ᡵ᠊         | ᠊ᡵ᠊        | ᠊ᡵ         |         | r [r]                                 | 1875    | Las formas inicial y final existen principalmente en palabras extranjeras. |
|               | ᡶ‍          | ‍ᡶ‍           |            |         | f [f]                                 | 1876    | Las primeras formas inicial y media se utilizan antes de a, e; las segundas formas inicial y media se utilizan antes de i, o, u, ū                                                       |
| ᡶ᠋‍             | ‍ᡶ᠋‍           |            |            |         | f [f]                                 | 1876    | Las primeras formas inicial y media se utilizan antes de a, e; las segundas formas inicial y media se utilizan antes de i, o, u, ū                                                       |
|               | ᠸ᠊         | ᠊ᠸ᠊        |            |         | v (w) [w], [v-]                       | 1838    | |
|               | ᠺ᠊         | ᠊ᠺ᠊        |            |         | k'/kk/k῾/k’ [kʰ]                      | 183A    | Usado para la k china [kʰ]. Usado antes de a, o. |
|               | ᡬ᠊         | ᠊ᡬ᠊        |            |         | g'/gg/ǵ/g’ [k]                        | 186C    | Usado para la g china [k]. Usado antes de a, o. |
|               | ᡭ᠊         | ᠊ᡭ᠊        |            |         | h'/hh/h́/h’ [x]                        | 186D    | Usado en la h china [x]. Used before a, o. |
|               | ᡮ᠊         | ᠊ᡮ᠊        |            |         | ts'/c/ts῾/c [tsʰ]                     | 186E    | Usado en la c china [t͡sʰ]. |
|               | ᡯ᠊         | ᠊ᡯ᠊        |            |         | dz/z/dz/z [t͡s]                        | 186F    | Usado en la z china [t͡s]. |
|               | ᡰ᠊         | ᠊ᡰ᠊        |            |         | ž/rr/ž/r’ [ʐ]                         | 1870    | Usado en la r china [ʐ]. |
|               | ᡱ᠊         | ᠊ᡱ᠊        |            |         | c'/ch/c῾/c’ [tʂʰ]                     | 1871    | Usado en la ch china [tʂʰ] y chi/c'y [tʂʰɨ] |
|               | ᡷ᠊         | ᠊ᡷ᠊        |            |         | j/zh/j̊/j’ [tʂ]                        | 1877    | Usado en la zh china [tʂ] y zhi/j'y [tʂɨ] |

## Puntuación
El alfabeto manchú tiene dos tipos de puntuación: dos puntos (᠉), similar a un punto; y un punto (᠈), similar a una coma. Sin embargo, con la excepción de que las listas de sustantivos están puntuados de manera confiable con puntos únicos, la puntuación en manchú es inconsistente y, por lo tanto, no es de mucha utilidad como ayuda para la legibilidad.
El equivalente del signo de interrogación en la escritura manchú consiste en algunas partículas especiales , escritas al final de la pregunta.